# Aktiengesellschaft für Energiewirtschaft

Aktie über 100 RM der AG für Energiewirtschaft vom Juli 1937

Die Aktiengesellschaft für Energiewirtschaft (kurz AG für Energiewirtschaft) in Berlin war eine Elektrizitätsgesellschaft, die am 10. Februar 1898 als Allgemeine Gas- und Elektrizitäts-Gesellschaft in Bremen gegründet wurde und die 1935 die Eisenbahnbau-Gesellschaft Becker & Co. GmbH übernommen hatte. Diese hatte seit der Jahrhundertwende Straßen- und Kleinbahnen in Deutschland gebaut und auch betrieben. Sie gehörte zu den kleineren Unternehmungen dieser Art, war aber für einige recht bekannte Bahnen – wie die Spreewaldbahn – zeitweise verantwortlich. Allerdings wurden von ihr nur die Straßenbahnen elektrisch betrieben.
Die Statistik für die Zeit vor dem Ersten Weltkrieg umfasst sieben Betriebe:
1. Königs Wusterhausen-Mittenwalde-Töpchiner Kleinbahn AG 19,6 km
(Bis 31. März 1920; dann Vering & Waechter)
2. Reinickendorf–Liebenwalde–Groß Schönebecker Eisenbahn 60,4 km
(Gepachtet bis 31. März 1913; dann eigene Betriebsführung)
3. Lübben–Cottbuser Kreisbahn 89,5 km
(Ab 1923: Spreewaldbahn AG)
4. Isergebirgsbahn AG 10,8 km
AGfE hält 10 % der Aktien (1945)
5. Kleinbahn Kreuz–Schloppe–Deutsch Krone 60,2 km
Eigentümer: Kreis Deutsch Krone;
6. Kleinbahn Bielstein–Waldbröl 18,3 km
Eigentümer: Kreis Gummersbach
7. Straßenbahn der Stadt Kreuznach 5,4 km
(Bau und Betrieb bis 1924, dann Rhein-Nahe-Kraftversorgungs-AG)

Die Statistik von 1928 enthält vier Kleinbahnen und eine Straßenbahn:
1. Isergebirgsbahn AG, 10,8 km
AGfE hält 10 % der Aktien (1945)
2. Kleinbahn Bielstein–Waldbröl, 18,3 km
Eigentümer: Kreis Gummersbach, ab 1932: Oberbergischer Kreis
3. Kleinbahn Kreuz–Schloppe–Deutsch Krone, 60,2 km
Eigentümer: Kreis Deutsch Krone;
Betriebsführung endet 1942/44 mit Übergang auf die Pommerschen Landesbahnen
4. Spreewaldbahn AG (AG seit 16. August 1923), 89,5 km
AGfE hält 25 % der Aktien (1945)
(1939 bei Landesverkehrsamt Brandenburg)
5. Städtische Straßenbahn Beuthen (Etwa ab 1938 Eigenbetrieb), 19 km

Nach dem Zugang der Butjadinger Bahn (30,1 km) am 1. April 1938, die dem Kreis Wesermarsch gehörte, und dem Ausscheiden der Spreewaldbahn führte die Gesellschaft den Betrieb für vier Kleinbahnen mit einer Gesamtlänge von 119,4 km. Dafür standen an Fahrzeugen zur Verfügung: zehn Dampflokomotiven, acht Triebwagen, 17 Personenwagen, acht Packwagen, 58 Güterwagen und drei Spezialwagen, die den einzelnen Bahnen gehörten.
In den Jahren 1942/44 wurde die Kleinbahn Kreuz–Schloppe–Deutsch Krone in die Pommerschen Landesbahnen eingegliedert, so dass bei Ende des Zweiten Weltkrieges 1945 nur noch drei Bahnen von der AGfE betrieben wurden. Dann endete die Geschäftstätigkeit der Gesellschaft als Betriebsführer von Eisenbahnen.
Die AG für Energiewirtschaft (Mannheim) vereinigte sich 1987 mit der Lahmeyer AG zur Lahmeyer AG für Energiewirtschaft mit Sitz in Bad Homburg.
Im Jahr 2000 verschmolz die Lahmeyer AG endgültig mit ihrer Mutter RWE. Die aus dem Elektrizitätswerk Bad Homburg AG hervorgegangene hundertprozentige Lahmeyer-Tochter AG für Energiewirtschaft, die die Städte Bad Homburg und Oberursel mit Strom versorgte, vereinigte sich 2001 mit drei weiteren Unternehmungen zur Süwag Energie AG in Frankfurt am Main.